# Munhwa Broadcasting Corporation
Munhwa Broadcasting Corporation (MBC) este una dintre cele patru mari posturi de televiziune și radio din Coreea de Sud. Munhwa înseamnă, în coreeană, „cultură”. 
Odată proprietate a guvernului, rețeaua este deținută de către Fundația de Difuzare a Culturii care deține 70% din stocurile companiei în timp ce Asociația de burse Jung-Su deține 30%. MBC nu primește subvenții guvernamentale și veniturile sale provin aproape în întregime din publicitatea comercială. Are 19 stații locale și mai multe filiale. 
Rețeaua provine de la Busan Munhwa Broadcasting Corporation, prima corporație privată de radiodifuziune din țară. Acum, MBC operează 19 stații regionale și 10 filiale, cu peste 4.000 de angajați. Aceasta a furnizat televiziune digitală terestră, serviciu în standardul ATSC, din 2001 și T-DMB (Digital Multimedia Broadcasting) din 2005.

## Istoric
Originea MBC a fost Busan Munhwa Bangsong (Busan Munhwa Broadcasting Corporation; Busan MBC), primul post privat pe profit de radiodifuziune, cu sediul în Busan, Coreea de Sud. Busan MBC a devenit cunoscut pentru difuzarea primului cântec de reclamă din Coreea de Sud. 
Busan MBC a lansat MBC la Seul, în 1961, la un mic operator de radio local. Totul a început cu difuzarea programelor de televiziune pe 8 august, 1969 și radio FM în 1971. Parțial pentru a răspunde preocupărilor în lumina reformelor democratice din 1987 ale tării, Adunarea Națională din Coreea de Sud a stabilit Fundația pentru Difuzarea Culturii la data de 26 decembrie, 1988, pentru izolarea MBC de influență politică. 
De atunci, rețeaua a promovat independența tării sale și a declarat misiunea de a fi în serviciul public și promovarea culturii coreene. Din anul 1997 a refuzat să difuzeze muzică cu versuri în limba engleză. În 2001, acesta a proclamat sprijinul său pentru președintele Kim Dae-jung.
În 2001, MBC a lansat televiziune prin satelit și televiziune prin cablu. Ca parte a acestei extinderi a creat MBC America, o filială cu sediul în Los Angeles, California, Statele Unite ale Americii pentru distribuirea de programare pe întreg teritoriul Statelor Unite. 

## Ghid programe

### Drama
Dramele MBC pot fi considerate parte a așa-numitului „val coreean”, anume popularitatea tot mai mare a culturii sud-coreene în lume. Dramele MBC sunt exportate în 30 de țări, inclusiv cele din Asia, Orientul Mijlociu, Africa și America. Giuvaierul palatului și-a stabilit un rating de mare audiență, record în China, Taiwan și Hong Kong, iar popularitatea sa a continuat și în alte 50 de țări, inclusiv Japonia. Alte drame care s-au bucurat de mulți spectatori sunt Jumong, 1st Shop of Coffee Prince, și Yi San (Furtună la palat).

## Canalele MBC
- unul terestru
- 4 prin cablu
- 4 prin satelit
- 3 DMB terestre
- 2 DMB prin satelit

## Partneri din străinătate
| Partner         | Țara           |
| --------------- | -------------- |
| ABC             | Australia      |
| BBC             | Marea Britanie |
| CBC             | Canada         |
| CBS             | Statele Unite  |
| NBC             | Statele Unite  |
| CNN             | Statele Unite  |
| France 2        | Franța         |
| GMA Network     | Filipine       |
| ABS–CBN         | Filipine       |
| TV5             | Filipine       |
| SMG             | China          |
| CCTV            | China          |
| NHK             | Japonia        |
| Fuji Television | Japonia        |
| ZDF             | Germania       |

### Coreeană
- Official Homepage
- MBC News ('IMNews') Homepage

### Engleză
- Site oficial Arhivat în 20 februarie 2010, la Wayback Machine.

### Filiale MBC
- MBC C&I
- MBC MediaTech Arhivat în 10 martie 2012, la Wayback Machine.
- MBC Academy
- MBC Art Center